# アンソニー・ヤーコヴィック
アンソニー・ヤーコヴィック(Anthony Yerkovich) は、アメリカ合衆国の脚本家、プロデューサー。Tony Yerkovichの名が使われることもある。

## 略歴
1980年代にヒットし数々の賞を受賞した『ヒルストリート・ブルース』『特捜刑事マイアミ・バイス』の脚本家、プロデューサーとして知られる。『ヒルストリート・ブルース』は7シーズンも続き、エミー賞を26回受賞した。これは1999年に始まった『ザ・ホワイトハウス』が更新するまで最多記録だった。
『特捜刑事マイアミ・バイス』の誕生は、当時NBCの取締役であったブランドン・タルティコフが思い付いた"MTV Cops"という単語から生まれたと言う説があるが、これは誰かがあとから広めた噂に過ぎないとヤーコビックは明言している。彼によればタルティコフと出会う何年も前から、マイアミを舞台にする”Gold Coast”という犯罪ドラマの構想を練っていたという。放映する際、タイトルは"Miami Vice"に改められた。
しかしヤーコビックは最初の6エピソードの製作総指揮を務めただけで、それ以降は共同エグゼクティブプロデューサーであるマイケル・マンが全てを引き継いだ。マンは『マイアミバイス』に多様なアイデアを盛り込んでドラマを成功に導き彼の代表作になったが、実質的な功績はこのドラマを創造したヤーコビックにあると言える。
2006年の映画『マイアミ・バイス』ではクリエイターとして呼ばれ、再びエグゼクティブプロデューサーを務めた。

### バッファロークラブ
1994年からロサンゼルスのサンタモニカでレストラン経営を始めた。
オートバイで仕事場に通っていた彼は、通り道のサンタモニカのオリンピック通り沿いにある「オリンピア」という古く寂れた酒場がとても気に入っており、オーナーと交渉し1991年にその建物を買い取った。美しいアールデコ建築の外観を残しながら禁酒法時代に東海岸で流行した「スピークイージー」をイメージして、上流階級向けのクラブのように大改装を施した。
店名は彼が育ったバッファロー（NY州）にちなんで「ザ・バッファロー・クラブ」”The Buffalo Club”と名付けた。店の入れ替わりが激しいロサンゼルスで、ハリウッドの有名人も多く訪れる高級レストランとして現在(2022年時点)も続いている。

## フィルモグラフィ

### 脚本
| 年        | 邦題 原題                                           | ジャンル       | 備考                                             | 出演者                                                     |
| --------- | --------------------------------------------------- | -------------- | ------------------------------------------------ | ---------------------------------------------------------- |
| 1977-1978 | 刑事スタスキー&ハッチ Starsky and Hutch             | テレビシリーズ | 2エピソード                                      | デヴィッド・ソウル ポール・マイケル・グレイザー            |
| 1979      | 240-Robert                                          | 映画           | 1エピソード                                      | ジョン・ベネット・ペティ マーク・ハーモン                  |
| 1981      | 探偵ハート&ハート Hart to Hart                      | テレビシリーズ | 1エピソード                                      | ロバート・ワグナー ステファニー・パワーズ                  |
| 1981      | ファンタジー・アイランド Fantasy Island             | テレビシリーズ | 1エピソード                                      | リカルド・モンタルバン                                     |
| 1983      | ヒルストリート・ブルース Hillstreet Blues           | テレビシリーズ | 脚本13エピソード 原作10エピソード                | ダニエル・J・トラヴァンティ ロバート・プロスキー           |
| 1984      | 特捜刑事マイアミ・バイス Miami Vice                 | テレビシリーズ | 1エピソード（パイロット）                        | ドン・ジョンソン フィリップ・マイケル・トーマス            |
| 1987      | プライベート・アイ Private Eye                      | テレビシリーズ | 原作4エピソード 脚本2エピソード 編集17エピソード | マイケル・ウッズ ジョシュ・ブローリン                      |
| 1997      | ハリウッド・コンフィデンシャルHollywood Confidentia | テレビ映画     |                                                  | エドワード・ジェームズ・オルモス トーマス・ジェーン        |
| 2001      | Big Apple                                           | テレビシリーズ | 原作6エピソード 脚本2エピソード                  | エド・オニール マイケル・マドセン デヴィッド・ストラザーン |
| 2006      | マイアミ・バイス Miami Vice                         | 映画           |                                                  | コリン・ファレル ジェイミー・フォックス                    |

### プロデュース
| 年        | 邦題 原題                                 | ジャンル       | 備考                                    |
| --------- | ----------------------------------------- | -------------- | --------------------------------------- |
| 1982-1983 | ヒルストリート・ブルース Hillstreet Blues | テレビシリーズ | 製作総指揮22エピソード 製作18エピソード |
| 1984      | 特捜刑事マイアミ・バイス Miami Vice       | テレビシリーズ | 製作総指揮6エピソード                   |
| 1987-1988 | プライベート・アイ Private Eyes           | テレビシリーズ | 製作総指揮4エピソード 製作1エピソード   |
| 1997      | Hollywood Confidential                    | テレビ映画     | 製作総指揮 Jack Hansen役で出演も        |
| 2001      | Big apple                                 | テレビシリーズ | 製作総指揮6エピソード                   |
| 2006      | マイアミ・バイス Miami Vice               | 映画           | 製作総指揮 クリエイター                 |

### 出展
1. ↑  “Anthony Yerkovich”. IMDb. 2020年2月17日閲覧。
2. ↑  “Hill Street Blues” (英語). Television Academy. 2023年7月19日閲覧。
3. ↑  “TV Legends Revealed | Did 'Miami Vice' Really Begin as 'MTV Cops'?” (英語). CBR (2014年8月6日). 2020年2月17日閲覧。
4. ↑  Cho, Nadia (2018年6月4日). “EXCLUSIVE! A Timeless Fine-Dining Experience At The Buffalo Club” (英語). Jetset Times. 2023年7月20日閲覧。
5. ↑  “About Us | The Buffalo Club | Santa Monica, CA” (英語). The Buffalo Club. 2020年2月14日閲覧。